# Stanfield (Carolina del Norte)
Stanfield es un pueblo situado en el condado de Stanly, Carolina del Norte, Estados Unidos. Tiene una población estimada, a mediados de 2024, de 1709 habitantes.

## Geografía
La localidad está ubicada en las coordenadas 35°14′01″N 80°25′49″O / 35.23361, -80.43028 (35.233727, -80.430225). Según la Oficina del Censo, la localidad tiene una superficie de 11.58 km², correspondientes en su totalidad a tierra firme.

## Demografía

### Censo de 2020
Según el censo de 2020, en ese momento la localidad tenía una población de 1585 habitantes. La densidad de población era de 136.87 hab./km².
| Raza                   | Núm. | Porc.  |
| ---------------------- | ---- | ------ |
| Blancos                | 1463 | 92.3%  |
| Afroamericanos         | 19   | 1.2%   |
| Amerindios             | 4    | 0.3%   |
| Asiáticos              | 5    | 0.3%   |
| Isleños del Pacífico   | 2    | 0.1%   |
| De otras razas         | 31   | 2.0%   |
| De una mezcla de razas | 61   | 3.8%   |
| Total                  | 1585 | 100.0% |

Del total de la población, el 4.5% eran hispanos o latinos de cualquier raza.

### Estimación 2019-2023
Según la estimación 2019-2023 de la Oficina del Censo, los ingresos medios de los hogares de la localidad son de $81,375 y los ingresos medios de las familias son de $108,750. Alrededor del 11.0% de la población está por debajo de la línea de pobreza nacional.